# شرلی واکر
شرلی واکر (انگلیسی: Shirley Walker؛ ۱۰ آوریل ۱۹۴۵ – ۳۰ نوامبر ۲۰۰۶) یک موسیقی‌دان اهل ایالات متحده آمریکا بود.